# St. Sebastian (Wolkshausen)

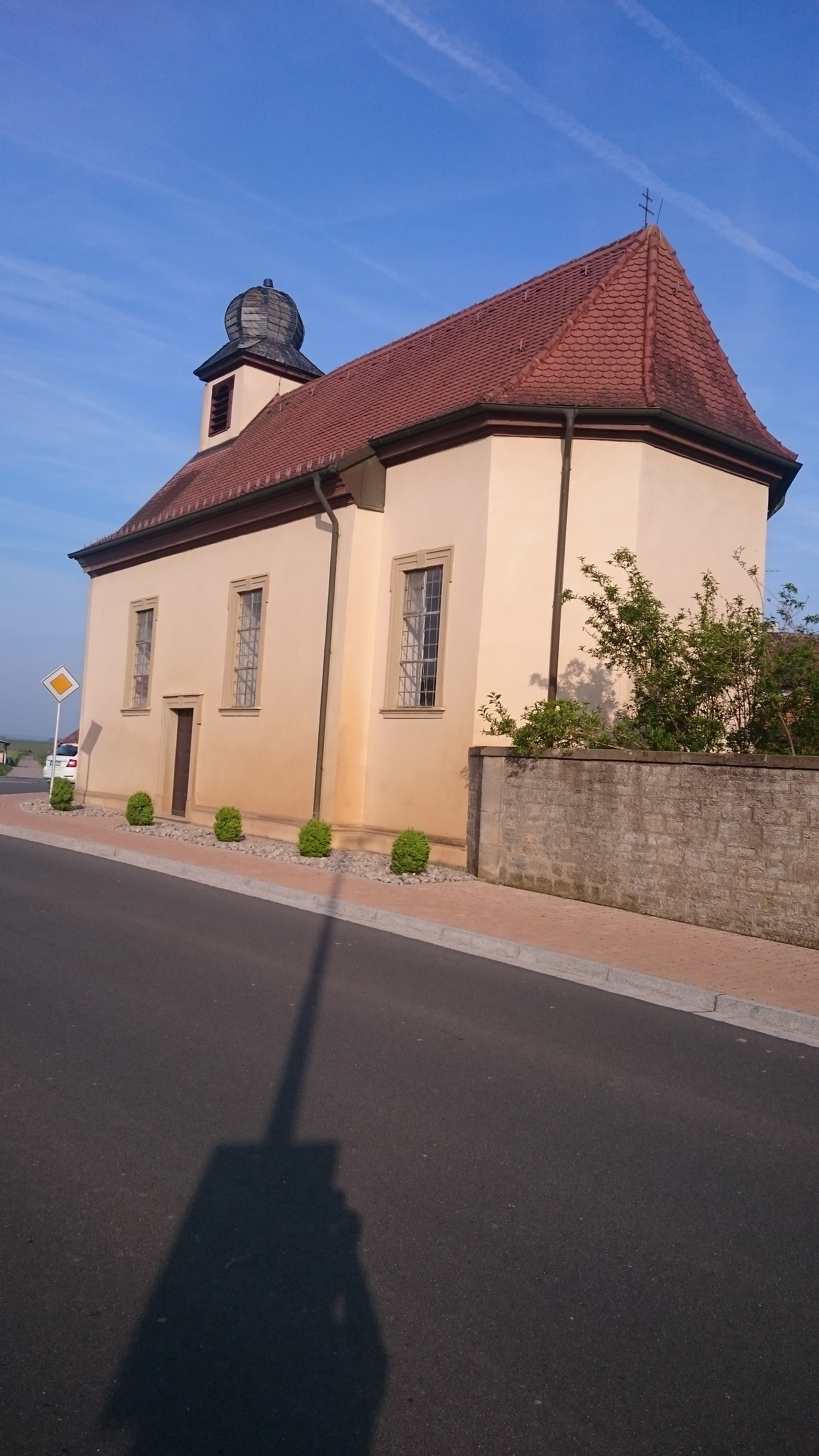
St. Sebastian (Wolkshausen)

Die römisch-katholische, denkmalgeschützte Kapelle St. Sebastian steht in Wolkshausen, einem Gemeindeteil der Gemeinde Gaukönigshofen im Landkreis Würzburg (Unterfranken, Bayern). Die Kirche ist unter der Denkmalnummer D-6-79-134-79 als Baudenkmal in der Bayerischen Denkmalliste eingetragen. Die Kapelle gehört zur Pfarreiengemeinschaft Zu den Schutzengeln im Gau (Gaukönigshofen) im Dekanat Ochsenfurt des Bistums Würzburg.

## Beschreibung
Die Kapelle wurde unter dem Abt Oswald Loschert vom Kloster Oberzell 1771 gebaut. Sie besteht aus einem Langhaus und einem eingezogenen, dreiseitig geschlossenen Chor im Osten. Aus dem Satteldach des Langhauses erhebt sich im Westen ein quadratischer Dachreiter, der mit einer schiefergedeckten Zwiebelhaube bedeckt ist. Der Innenraum ist geprägt vom Hochaltar, auf dessen Altarretabel der heilige Sebastian dargestellt ist, dem linken Seitenaltar mit der Mater Dolorosa und dem rechten Seitenaltar mit dem Schmerzensmann aus dem Jahre 1772.